# Africanus
Africanus är en romersk hederstitel som gavs till Scipio Africanus efter hans segrar i Karthago, och hans seger över fältherren Hannibal.

## Personer som har burit denna titel
- Scipio Africanus (Publius Cornelius Scipio d.ä.)
- Scipio Aemilianus Africanus
- Leo Africanus

## Övrigt
- Sextus Julius Africanus